# Компанія автомобільних доріг Північно-Східної Франції
Компанія автомобільних доріг Північно-Східної Франції (фр. Société des Autoroutes du Nord et de l'Est de la France) SANEF — є оператором автомобільних доріг у Франції. Вона управляє автомагістралями на півночі та сході Франції в результаті концесій, наданих французьким урядом. ЇЇ мережа складає 1743 км завдовжки.
SANEF налічує 3600 співробітників в офісах та на дорогах, та 1,15 мільярда євро інвестицій. ЇЇ мережа обслуговує декілька регіонів; Іль-де-Франс, Нормандія, Пікардія, Нор-Па-де-Кале, Шампань і Ельзас. Мережа SANEF складається з A1 (214 км), А2 (85 км), А4 (480 км), A16 (311 км), A26 (405 км) і A29 (266 км). Усі автомагістралі, крім частини A29, є платними.
З 2011 року президентом ради директорів є Ален Мінк.

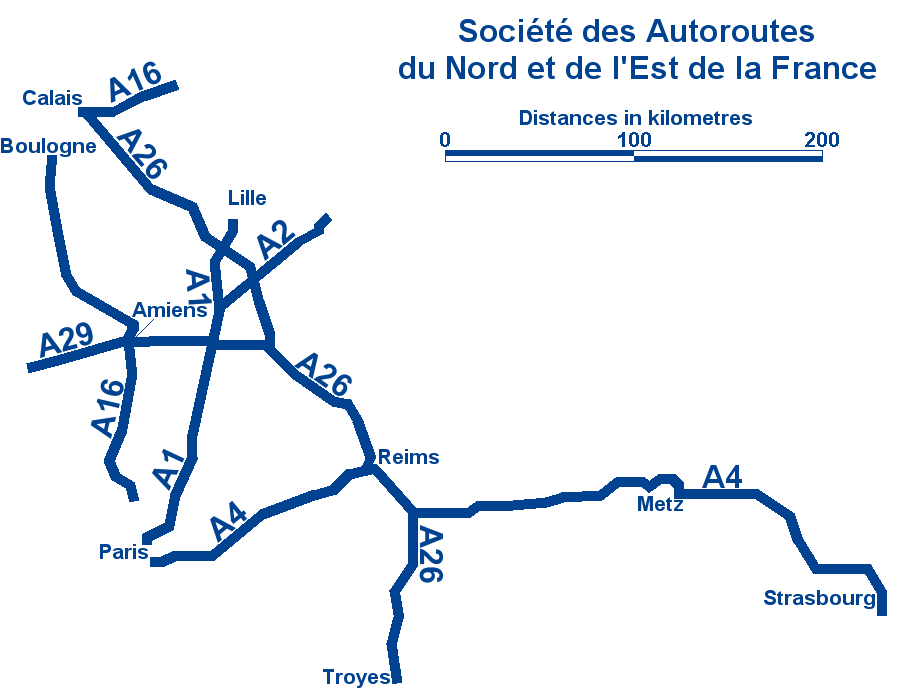
Мережа автомагістралей SANEF